# POINTS-2
『POINTS-2』（ポインツ ツー）は、尾崎亜美の通算14作目のレギュラーアルバムであり、2作目のセルフカバー・アルバムである。1986年3月5日にキャニオンレコードから発売された。

## 背景
他のアーティストに提供した楽曲を集めたセルフカバー・アルバムの2作目。第1作『POINTS』が好評だったことを受け、デビュー10周年にあたる1986年に第2弾である本作の発表が決定した。レコーディングは『POINTS』同様、バンドのメンバーも同行してロサンゼルスで行われた。
ジャケットは英字新聞を模したデザインになっており、タイトル部分には″ニューヨーク・タイムズ″を捩って ″The Pumpkin Times (パンプキン・タイムズ)″ と印字されている。ジャケットの表裏には様々なコスプレをした尾崎の写真が使用されており、裏ジャケットに女子高生の姿で写っている尾崎の横に掛けられた ″十周年″ の書は、尾崎の母が揮毫したものである。
この頃行われたライブ・ツアーでは、本作のジャケットに因んで新聞記事をデザインした緞帳が作られ、オープニングでスポットが当たると、非常に高い位置に尾崎やコーラス隊が登場する仕掛けになっていた。尾崎は「この頃はホントにアイディアが湯水の如く出てきて、止まらなかった。私が思いつきで言うことをスタッフが一生懸命考えて具現化してくれるの、ありがたかったですね。」と振り返っている。
唯一の新曲である「Air Mail」は、折角ロサンゼルスに来ているからそれらしい曲を作ろうという話になり制作されたもので、本作のアレンジャーの一人小林信吾と緊張しながら録音したとのこと。ちなみに尾崎は、歌詞の中の時差に関する描写がアメリカには合わないことに後で気付いたという。
2013年11月20日には、高音質HQCDが紙ジャケットCD仕様で発売された。
1992年にはセルフカバー・アルバムの3作目となる『POINTS-3』が発売された。

## 収録曲

### LP / CT
| 全作詞・作曲: 尾崎亜美。 |                      |          |            |          |      |
| #                        | タイトル             | 作詞     | 作曲・編曲 | 編曲     | 時間 |
| 1.                       | 「曇りのち晴れ」     | 尾崎亜美 | 尾崎亜美   | 尾崎亜美 | 2:46 |
| 2.                       | 「ボーイの季節」     | 尾崎亜美 | 尾崎亜美   | 尾崎亜美 | 4:46 |
| 3.                       | 「涙を海に返したい」 | 尾崎亜美 | 尾崎亜美   | 小林信吾 | 4:07 |
| 4.                       | 「恋は行方不明」     | 尾崎亜美 | 尾崎亜美   | 小林信吾 | 4:49 |
| 5.                       | 「Summer Beach」     | 尾崎亜美 | 尾崎亜美   | 小林信吾 | 5:39 |

| 全作詞・作曲: 尾崎亜美（特記以外）。 |                                                                       |                      |                      |          |      |
| #                                    | タイトル                                                              | 作詞                 | 作曲・編曲           | 編曲     | 時間 |
| 1.                                   | 「Know How」(作詞：P.Lewis, G.Hotoda, B.White - 日本語原詞：尾崎亜美) | 尾崎亜美（特記以外） | 尾崎亜美（特記以外） | 尾崎亜美 | 4:48 |
| 2.                                   | 「微風のメロディー」                                                  | 尾崎亜美（特記以外） | 尾崎亜美（特記以外） | 谷有益   | 3:55 |
| 3.                                   | 「夏の幻影」                                                          | 尾崎亜美（特記以外） | 尾崎亜美（特記以外） | 小林信吾 | 4:55 |
| 4.                                   | 「Air Mail」                                                          | 尾崎亜美（特記以外） | 尾崎亜美（特記以外） | 尾崎亜美 | 3:50 |
| 5.                                   | 「時に愛は」                                                          | 尾崎亜美（特記以外） | 尾崎亜美（特記以外） | 谷有益   | 4:34 |

### CD
| 全作詞・作曲: 尾崎亜美（特記以外）。 |                                                                       |                      |                      |          |      |
| #                                    | タイトル                                                              | 作詞                 | 作曲・編曲           | 編曲     | 時間 |
| 1.                                   | 「曇りのち晴れ」                                                      | 尾崎亜美（特記以外） | 尾崎亜美（特記以外） | 尾崎亜美 | 2:46 |
| 2.                                   | 「ボーイの季節」                                                      | 尾崎亜美（特記以外） | 尾崎亜美（特記以外） | 尾崎亜美 | 4:46 |
| 3.                                   | 「涙を海に返したい」                                                  | 尾崎亜美（特記以外） | 尾崎亜美（特記以外） | 小林信吾 | 4:07 |
| 4.                                   | 「恋は行方不明」                                                      | 尾崎亜美（特記以外） | 尾崎亜美（特記以外） | 小林信吾 | 4:49 |
| 5.                                   | 「Summer Beach」                                                      | 尾崎亜美（特記以外） | 尾崎亜美（特記以外） | 小林信吾 | 5:39 |
| 6.                                   | 「Know How」(作詞：P.Lewis, G.Hotoda, B.White - 日本語原詞：尾崎亜美) | 尾崎亜美（特記以外） | 尾崎亜美（特記以外） | 尾崎亜美 | 4:48 |
| 7.                                   | 「微風のメロディー」                                                  | 尾崎亜美（特記以外） | 尾崎亜美（特記以外） | 谷有益   | 3:55 |
| 8.                                   | 「夏の幻影」                                                          | 尾崎亜美（特記以外） | 尾崎亜美（特記以外） | 小林信吾 | 4:55 |
| 9.                                   | 「Air Mail」                                                          | 尾崎亜美（特記以外） | 尾崎亜美（特記以外） | 尾崎亜美 | 3:50 |
| 10.                                  | 「時に愛は」                                                          | 尾崎亜美（特記以外） | 尾崎亜美（特記以外） | 谷有益   | 4:34 |
| 合計時間:                            | 合計時間:                                                             | 合計時間:            | 44:25                |          |      |

### 楽曲解説
1. 曇りのち晴れ
志村香への提供曲。
2. ボーイの季節
松田聖子への提供曲で、東宝劇場用アニメ『ペンギンズ・メモリー 幸福物語』の主題歌に使用された。
3. 涙を海に返したい
杏里への提供曲。
4. 恋は行方不明
南翔子への提供曲。
5. Summer Beach
岡田有希子への提供曲。
6. Know How
松本伊代への提供曲「恋のKNOW-HOW」の英訳詞版。
7. 微風のメロディー
河合奈保子への提供曲
8. 夏の幻影
松田聖子への提供曲で、アルバム『The 9th Wave』収録曲。
9. Air Mail
この曲のみオリジナルの楽曲である
10. 時に愛は
松本伊代への提供曲。

## 参考資料
- 『POINTS-2』（HQCD 紙ジャケット・ライナーノーツ）ポニーキャニオン、2013年11月20日。PCCA-00240。
- オリコン『ALBUM CHART-BOOK COMPLETE EDITION 1970-2005』オリコン・マーケティング・プロモーション、2006年4月。ISBN 978-4-87131-077-2。